# Saw III (banda sonora)
Saw III es la banda sonora de la película del mismo nombre, lanzada el 24 de octubre de 2006 por el sello disquero Warcon Enterprises. La canción "Monochrome" de Helmet fue el sencillo inicial del álbum.

## Canciones (Versión estadounidense)
1. This Calling – All That Remains (3:40)
2. No Submission – Static-X (2:42)
3. Eyes of the Insane – Slayer (3:23)
4. Walk With Me in Hell – Lamb Of God (5:13)
5. Monochrome – Helmet (3:48)
6. Guarded – Disturbed (3:22)
7. Drilled A Wire Through My Cheek – Blue October (4:27)
8. No More – Drowning Pool (4:27)
9. Burn It Down – Avenged Sevenfold (5:01)
10. Your Nightmare – Eighteen Visions (3:25)
11. Dead Underground – Opiate For The Masses (3:59)
12. Suffocating Under Words of Sorrow (What Can I Do) – Bullet for My Valentine (3:37)
13. Fear Is Big Business – Ministry (4:53)
14. The Wolf Is Loose – Mastodon (3:36)
15. Killer Inside – Hydrovibe junto a Shawnee Smith (3:19)
16. Sakkara – Hourcast (3:46)
17. Shed – Meshuggah (3:37)
18. Effigy – The Smashup (4:37)
19. Siesta Loca – Ghost Machine (3:51)
20. Hello Zepp – Charlie Clouser (3:16)

## Canciones (Versión europea)

### Disco 1
1. This Calling – All That Remains
2. No Submission – Static-X
3. Eyes of the Insane – Slayer
4. Walk With Me in Hell – Lamb Of God
5. Monochrome – Helmet
6. Guarded – Disturbed
7. Drilled A Wire Through My Cheek – Blue October
8. No More – Drowning Pool
9. Burn It Down - Avenged Sevenfold
10. Your Nightmare – Eighteen Visions
11. Getting Closer – Dope Stars Inc.
12. Suffocating Under Words of Sorrow (What Can I Do) – Bullet for My Valentine
13. Fear Is Big Business – Ministry
14. The Wolf Is Loose – Mastodon
15. Killer Inside – Hydrovibe junto a Shawnee Smith
16. Sakkara – Hourcast
17. Haunting – enseñanza de Sean Brennan de la banda London After Midnight
18. Anti – Samsas Traum
19. Hatredcopter – Dethklok (acreditada a Brendon Small y Gene Hoglan)
20. Organ Grinder – Emilie Autumn

### Disco 2
1. "Footcuffed" – Charlie Clouser
2. En cadenas - Charlie Clouser
3. Carrie - Charlie Clouser
4. En la caja - Charlie Clouser
5. Divorcio - Charlie Clouser
6. Amanda - Charlie Clouser
7. Hola, Lynn - Charlie Clouser
8. Hija - Charlie Clouser
9. Liberación de la caja - Charlie Clouser
10. Congelador - Charlie Clouser
11. Sorprendido - Charlie Clouser
12. Algunas cosas - Charlie Clouser
13. Pasillo del muñeco - Charlie Clouser
14. Triturador de cerdos - Charlie Clouser
15. preparación antes de la operación - Charlie Clouser
16. Cirugía- Charlie Clouser
17. Bautismo - Charlie Clouser
18. Lugar de Mierda - Charlie Clouser
19. El anillo - Charlie Clouser
20. Hola, Tim - Charlie Clouser
21. la litera de amanda - Charlie Clouser
22. Lynn habla - Charlie Clouser
23. Reglas - Charlie Clouser
24. Pelea Eric- Charlie Clouser
25. Tu Prueba - Charlie Clouser
26. Arreglame - Charlie Clouser
27. La Última Prueba - Charlie Clouser

## Lista de canciones original
1. Eyes of the Insane (Remix) – Slayer
2. No Submission – Static-X
3. Victim – Eighteen Visions
4. The Wolf Is Loose – Mastodon
5. Walk With Me in Hell – Lamb of God
6. Monochrome – Helmet
7. This Calling – All That Remains
8. Fury of the Storm – DragonForce
9. Score Suite – Charlie Clouser
10. Empty Hearts – As I Lay Dying
11. Guitared & Feathered – Every Time I Die
12. Killer Inside – Hydrovibe
13. Drilled A Wire Through My Cheek – Blue October
14. Naked – Opiate For The Masses
15. My Dying Heart – Dry Kill Logic